# Газета Слонимская
«Газета Слонімская» (сокращённо ГС, пол. Gazeta Słonimska) — белорусская еженедельная общественно-политическая газета, выходящая в Слониме тиражом более 5000 экземпляров. Впервые вышла в 1938 года, возрождена в апреле 1997 года, распространяется (вместе с газетой «Отдушина») через собственную систему распространения в городе Слониме и Слонимском районе, а также в соседних районах Гродненской области. Входит в состав Ассоциации издателей региональной прессы Беларуси.

## История
Первоначально газета вышла 25 декабря 1938 года. Её издателями были белорусский поэт Сергей Новик-Пяюн и его жена Людмила. Газета издавалась на польском языке, так как разрешение делать белорусское издание Новики не получили от властей. «Газета Слонімская» была независимым изданием, отражало общественную и культурную жизнь Слонима и Слонимского района.
В начале 1939 года газета была запрещена польскими властями (последний номер вышел 8 января), в марте её издатель Сергей Новик-Пеюн был арестован польскими властями.
«Газета Слонимская» была восстановлена в 1997 году как независимое общественно-политическое издание на русском и белорусском языках. Её основателем и главным редактором стал Виктор Володащук. Первый номер возрожденной «Газеты Слонімскай» вышел 24 апреля 1997 тиражом 3000 экземпляров.
С течением времени тираж вырос до 12500 экземпляров. Увеличилась и территория распространения газеты, на которой проживает около 250 тысяч человек: Слонимский, Дятловский, Зельвенский, Мостовский, Волковысский, Новогрудский районы Гродненщины и других регионах республики. В начале 2006 года, когда среди других независимых изданий Беларуси «Газета Слонимская» была удалена из подписных каталогов «Белпочты» и системы распространения через «Белсоюзпечать», тираж упал до 7000 экземпляров.

## Современное состояние
Выходит на 40 страницах вместе с рекламной газетой «Отдушина» тиражом более 5000 экземпляров. Газета печатается в цвете и чёрно-белом формате А3. Газета широко и всесторонне освещает политические, общественные и культурные события, уделяет большое внимание истории родного края, спортивной, религиозной и литературной жизни. Кроме бумажной, газета имеет и электронную версию.
9 ноября 2020 года дома у основателя газеты Анна Володарщук и в редакции «Газеты Слонімскай» провели обыски, забрали компьютеры и другие носители информации, парализовали работу. Номер «Газеты Слонімскай» за 11 ноября не вышел в свет впервые за 23 года. Анна Володарщук покинула Беларусь из-за угрозы уголовного преследования.
18 ноября 2020 года Анна Володарщук сообщила, что в условиях насилия издавать газету стало невозможно, поэтому «Газета Слонімская» приостановила свой выпуск на полгода. В оценке председателя Белорусской ассоциации журналистов Андрея Бастунца разгром «Газеты Слонімскай» подтверждает давление властей на региональную прессу.
Еженедельник не выходил с осени 2020 года и планировал возобновить выпуск. Министерство информации внесло «Газету Слонімскую» и «Отдушину» в реестр печатных изданий, но типографии в Бресте, Пинске и Гродно отказались печатать негосударственные газеты, например директор Гродненской типографии Виталий Барцевич сослался на «плотный график» и «загруженность производства». Тем не менее редакция решила продолжить обновлять сайт.

## Награды
В 2008 году издание получило премию имени Герда Буцериуса «Свободная пресса Восточной Европы».